# Gabriel (ur. 1981)
Gabriel Rodrigues dos Santos (ur. 6 maja 1981 roku w São Paulo) – bardziej znany jako po prostu Gabriel, zawodnik pochodzenia brazylijskiego występujący na pozycji obrońcy. Aktualnie jest graczem greckiej drużyny Panathinaikos AO, z której jest wypożyczony do Grêmio Porto Alegre.

## Kariera klubowa
Brazylijczyk rozpoczął swoją karierę w miejscowej drużynie São Paulo FC. W pierwszej drużynie zadebiutował w 2001 roku, rozgrywając w ówczesnym sezonie tylko to właśnie jedno spotkanie. W kolejnych sezonach graczowi wiodło się jednak już znacznie lepiej. Trener wystawiał go w pierwszym składzie coraz częściej, a Gabriel zaczął strzelać pierwsze bramki dla drużyny. W 2002 roku Brazylijczyk wywalczył z drużyną supermistrzostwo stanu São Paulo. W 2005 roku gracz przeniósł się do innej brazylijskiej drużyny, Fluminense FC. Razem z drużyną triumfował w mistrzostwach stanu Rio De Janeiro. Po wielu występach i licznych golach w drużynie Fluminense Brazylijczyk postanowił spróbować swoich sił w Europie. W sezonie 2005/2006 obrońca zasilił hiszpańską drużynę, Málagę CF. Piłkarzowi średnio wiodło się w drużynie, w 38 kolejkach Primera División gracz zaliczył 17 spotkań, nie zdobywając żadnej bramki. Po zakończeniu sezonu gracz wrócił do ojczyzny i podpisał kontrakt z Cruzeiro EC. Choć na początku zawodnik dość często występował w pierwszym składzie, jednak później stracił miejsce w drużynie i w 2007 powrócił do swojej starej drużyny, Fluminense FC. W 2007 piłkarz zdobył z Fluminense Puchar Brazylii, a rok później dotarł z zespołem aż do finału Copa Libertadores. Gabriel nie przekreślił jednak swoich szans na grę w Europie. W sezonie 2008/2009 piłkarz do łączył do zespołu greckiego Panathinaikosu. W jego barwach zadebiutował 31 sierpnia 2008 w meczu derbowym z AEK Ateny, który zakończył się porażką 2:1 drużyny Panathinaikosu. W barwach drużyny "Koniczynek" gracz po raz pierwszy zadebiutował również w Lidze Mistrzów, uczestnicząc 22 października tego samego roku w zremisowanym 2:2 pojedynku z Werderem Brema. Na swojego pierwszego gola w Panathinaikosie musiał czekać do 29 października, kiedy to w przegranym 2:3 spotkaniu z PAE Ergotelis zdobył bramkę już w 7 minucie. Wiosną 2009 Gabriel trenował w Panathinaikosie wraz z polskim graczem, Jakubem Wawrzyniakiem. Kontrakt Brazylijczyka z ateńską drużyną wygasa w 2012 roku. W 2010 roku został wypożyczony do Grêmio Porto Alegre.

### Statystyki
| Sezon   | 2001      | 2002      | 2003      | 2004      | 2005       | 2005/2006 | 2006     | 2007     | 2007       | 2008       | 2008/2009     |
| ------- | --------- | --------- | --------- | --------- | ---------- | --------- | -------- | -------- | ---------- | ---------- | ------------- |
| Drużyna | São Paulo | São Paulo | São Paulo | São Paulo | Fluminense | Màlaga    | Cruzeiro | Cruzeiro | Fluminense | Fluminense | Panathinaikos |
| Mecze   | 1         | 23        | 19        | 20        | 37         | 17        | 14       | 2        | 13         | 2          | 17            |
| Gole    | 0         | 0         | 2         | 3         | 13         | 0         | 3        | 1        | 2          | 0          | 3             |

## Kariera reprezentacyjna
Do tej pory gracz rozegrał tylko jeden mecz w barwach reprezentacji Brazylii, debiutując w 2005 roku.

## Osiągnięcia
- Supermistrzostwo stanu São Paulo (São Paulo FC) - 2002
- Mistrzostwo stanu Rio De Janeiro (Fluminense FC) - 2005
- Mistrzostwo stanu Mineiro (Cruzeiro EC) - 2006
- Puchar Brazylii (Fluminense FC) - 2007
- Finał Copa Libertadores (Fluminense FC) - 2008
- 1/8 Ligi Mistrzów (Panathinaikos) - 2008/2009